# Německá továrna na mrtvoly

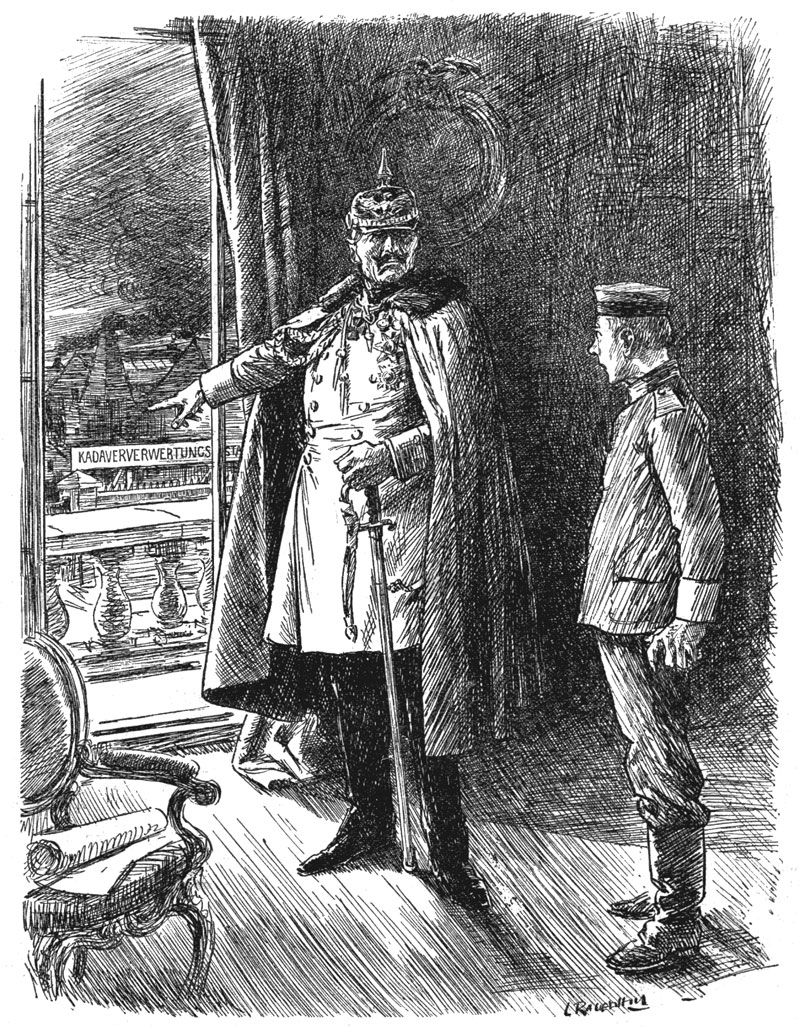
1917 karikatura císaře směrem k rekrutovi:" A nezapomeňte, že váš Císař pro vás najde uplatnění – ať už budete živý nebo mrtvý."

Německá továrna na mrtvoly, německy Kadaververwertungsanstalt, anglicky German Corpse Factory, často přezdívaná jako Továrna na lůj, nebo nazývaná Německá továrna na zpracování těl, byla jednou z nejznámějších protiněmeckých propagandistických historek, které se šířily za první světové války. Poprvé začaly historky o takovém zpracování těl kolovat v roce 1915 v Anglii, o rok později se objevily ve Spojených státech a Francii.
Dle povídání byl Německá továrna na mrtvoly speciálním zařízením, v němž se kvůli nedostatku tuků v Německu v důsledku britské námořní blokády, zpracovávaly německé mrtvoly z bojišť na tuk, který se pak používal k výrobě nitroglycerinu, svíček, mazadel a krémů na boty. Za frontovou linií ji údajně provozovala DAVG – Deutsche Abfall-Verwertungs Gesellschaft ("Německá společnost pro využití odpadu").
Po válce v roce 1925 The Times otiskly, že John Charteris, bývalý šéf britské armádní rozvědky, ve svém projevu prohlásil, že si příběh vymyslel pro propagandistické účely, přičemž jeho hlavním cílem bylo přimět Číňany, aby se zapojili do války proti Německu. Tomuto tvrzení se ve 30. letech 20. století všeobecně věřilo a nacisté jej používali jako součást své vlastní protibritské propagandy.
Badatelé však Charterisovi nevěří. Historik propagandy Randal Marlin tvrdí, že „skutečný zdroj příběhu lze nalézt na stránkách Northcliffova tisku“, čímž má na mysli noviny vlastněné lordem Northcliffem. Adrian Gregory předpokládá, že příběh vznikl na základě pověstí, které kolovaly po celá léta, a že jej „nevymyslel“ žádný jednotlivec: „Továrna na zpracování mrtvol nebyla výmyslem ďábelského propagandisty; šlo o populární lidovou povídačku, 'městský mýtus' (tzv. urban legend), který koloval měsíce předtím, než se mu dostalo oficiálního oznámení“.